# Victòria Farnese d'Este
Victòria Farnese (Parma, Ducat de Parma 1618 - Mòdena, Ducat de Mòdena 1649) fou una princesa de Parma que va esdevenir duquessa consort de Mòdena.

## Orígens familiars
Va néixer el 29 de març de 1618 a la ciutat de Parma, capital del ducat del mateix nom, sent filla del duc Ranuccio I de Parma i Margarida Aldobrandini. Fou neta per línia paterna d'Alexandre I de Parma i Maria de Portugal, i per línia materna de Joan Francesc Aldobrandini i Olímpia Aldobrandini.
Fou germana del duc Odoard I de Parma i de Maria Caterina Farnese.

## Núpcies i descendents
Es casà el 12 de febrer de 1648 a la ciutat de Mòdena amb el duc Francesc I d'Este, vidu de la seva germana Maria Caterina Farnese. D'aquesta unió nasqué:
- Victòria d'Este (1649-1656)

Morí per complicacions en el part de la seva única filla el 10 d'agost de 1649 a la ciutat de Mòdena.